# Денні Ландзат
Денні Домінгес Ландзат (нід. Denny Domingues Landzaat, нар. 6 травня 1976, Амстердам, Нідерланди) — колишній нідерландський футболіст, що грав на позиції півзахисника. По завершенні ігрової кар'єри — тренер. З 2014 року входить до тренерського штабу клубу АЗ.
Виступав, зокрема, за клуби «Віллем II» та «Твенте», а також національну збірну Нідерландів.
Чемпіон Нідерландів. Дворазовий володар Кубка Нідерландів. 

## Клубна кар'єра
Вихованець футбольної школи клубу «Аякс». Дорослу футбольну кар'єру розпочав 1995 року в основній команді того ж клубу, в якій провів один сезон, взявши участь в одному матчі чемпіонату, що не завадило здобути титул чемпіона Нідерландів.
Протягом 1996—1999 років захищав кольори команди клубу МВВ.
Своєю грою за останню команду привернув увагу представників тренерського штабу клубу «Віллем II», до складу якого приєднався 1999 року. Відіграв за команду з Тілбурга наступні чотири сезони своєї ігрової кар'єри. Більшість часу, проведеного у складі «Віллема II», був основним гравцем команди.
2003 року уклав контракт з клубом «АЗ», у складі якого провів наступні три роки своєї кар'єри гравця.  Граючи у складі «АЗ» також здебільшого виходив на поле в основному складі команди.
Протягом 2006—2008 років захищав кольори команди клубу «Віган Атлетік». З 2008 року два сезони захищав кольори команди клубу «Феєнорд». 
2010 року перейшов до клубу «Твенте», за який відіграв 3 сезони. Завершив професійну кар'єру футболіста виступами за команду «Твенте» у 2013 році.

## Виступи за збірну
2001 року дебютував в офіційних матчах у складі національної збірної Нідерландів. Протягом кар'єри у національній команді, яка тривала 8 років, провів у формі головної команди країни 38 матчів, забивши 1 гол.
У складі збірної був учасником чемпіонату світу 2006 року у Німеччині.

## Кар'єра тренера
З 2014 року займає посаду помічника тренера, увійшовши до тренерського штабу клубу АЗ.
| Дата       | Місто              | Господарі            | Результат | Гості              | Турнір             | Голи | Примітки |
| ---------- | ------------------ | -------------------- | --------- | ------------------ | ------------------ | ---- | -------- |
| 02/06/2001 | Таллінн            | Естонія              | 2 – 4     | Нідерланди         | Відбір до ЧС 2002  | -    |          |
| 15/08/2001 | Лондон             | Англія               | 0 – 2     | Нідерланди         | товариський матч   | -    |          |
| 06/10/2001 | Арнем              | Нідерланди           | 4 – 0     | Андорра            | Відбір до ЧС 2002  | -    |          |
| 10/11/2001 | Копенгаген         | Данія                | 1 – 1     | Нідерланди         | товариський матч   | -    |          |
| 27/03/2002 | Роттердам          | Нідерланди           | 1 – 0     | Іспанія            | товариський матч   | -    |          |
| 19/05/2002 | Бостон             | США                  | 0 – 2     | Нідерланди         | товариський матч   | -    |          |
| 03/09/2004 | Утрехт             | Нідерланди           | 3 – 0     | Ліхтенштейн        | товариський матч   | 1    |          |
| 09/10/2004 | Скоп'є             | Північна Македонія   | 2 – 2     | Нідерланди         | Відбір до ЧС 2006  | -    |          |
| 13/10/2004 | Амстердам          | Нідерланди           | 3 – 1     | Фінляндія          | Відбір до ЧС 2006  | -    |          |
| 17/11/2004 | Барселона          | Андорра              | 0 – 3     | Нідерланди         | Відбір до ЧС 2006  | -    |          |
| 09/02/2005 | Бірмінгем          | Англія               | 0 – 0     | Нідерланди         | товариський матч   | -    |          |
| 26/03/2005 | Бухарест           | Румунія              | 0 – 2     | Нідерланди         | Відбір до ЧС 2006  | -    |          |
| 30/03/2005 | Ейндговен          | Нідерланди           | 2 – 0     | Вірменія           | Відбір до ЧС 2006  | -    |          |
| 04/06/2005 | Роттердам          | Нідерланди           | 2 – 0     | Румунія            | Відбір до ЧС 2006  | -    |          |
| 08/06/2005 | Гельсінкі          | Фінляндія            | 0 – 4     | Нідерланди         | Відбір до ЧС 2006  | -    |          |
| 17/08/2005 | Роттердам          | Нідерланди           | 1 – 1     | Німеччина          | товариський матч   | -    |          |
| 03/09/2005 | Єреван             | Вірменія             | 0 – 1     | Нідерланди         | Відбір до ЧС 2006  | -    |          |
| 08/10/2005 | Прага              | Чехія                | 0 – 2     | Нідерланди         | Відбір до ЧС 2006  | -    |          |
| 12/10/2005 | Амстердам          | Нідерланди           | 0 – 0     | Північна Македонія | Відбір до ЧС 2006  | -    |          |
| 12/11/2005 | Амстердам          | Нідерланди           | 1 – 3     | Італія             | товариський матч   | -    |          |
| 27/05/2006 | Роттердам          | Нідерланди           | 1 – 0     | Камерун            | товариський матч   | -    |          |
| 01/06/2006 | Ейндговен          | Нідерланди           | 2 – 1     | Мексика            | товариський матч   | -    |          |
| 04/06/2006 | Ейндговен          | Нідерланди           | 1 – 1     | Австралія          | товариський матч   | -    |          |
| 25/06/2006 | Лейпциг            | Сербія та Чорногорія | 0 – 1     | Нідерланди         | ЧС 2006 - 1-й етап | -    |          |
| 16/06/2006 | Штутгарт           | Нідерланди           | 2 – 1     | Кот-д'Івуар        | ЧС 2006 - 1-й етап | -    |          |
| 21/06/2006 | Франкфурт-на-Майні | Нідерланди           | 0 – 0     | Аргентина          | ЧС 2006 - 1-й етап | -    |          |
| 16/08/2006 | Дублін             | Ірландія             | 0 – 4     | Нідерланди         | товариський матч   | -    |          |
| 02/09/2006 | Люксембург (місто) | Люксембург           | 0 – 1     | Нідерланди         | Відбір до ЧЄ 2008  | -    |          |
| 06/09/2006 | Ейндговен          | Нідерланди           | 3 – 0     | Білорусь           | Відбір до ЧЄ 2008  | -    |          |
| 07/10/2006 | Софія (місто)      | Болгарія             | 1 – 1     | Нідерланди         | Відбір до ЧЄ 2008  | -    |          |
| 11/10/2006 | Амстердам          | Нідерланди           | 2 – 1     | Албанія            | Відбір до ЧЄ 2008  | -    |          |
| 15/11/2006 | Амстердам          | Нідерланди           | 1 – 1     | Англія             | товариський матч   | -    |          |
| 07/02/2007 | Амстердам          | Нідерланди           | 4 – 1     | Росія              | товариський матч   | -    |          |
| 24/03/2007 | Роттердам          | Нідерланди           | 1 – 1     | Румунія            | Відбір до ЧЄ 2008  | -    |          |
| 02/06/2007 | Сеул               | Південна Корея       | 0 – 2     | Нідерланди         | товариський матч   | -    |          |
| 06/06/2007 | Бангкок            | Таїланд              | 1 – 3     | Нідерланди         | товариський матч   | -    |          |
| 26/03/2008 | Відень             | Австрія              | 3 – 4     | Нідерланди         | товариський матч   | -    |          |
| 24/05/2008 | Роттердам          | Нідерланди           | 3 – 0     | Україна            | товариський матч   | -    |          |
| Усього     |                    | Матчів               | 38        |                    | Голів              | 1    |          |

## Досягнення
- Чемпіон Нідерландів:

«Аякс»: 1995-96
- Володар Кубка Нідерландів:

«Феєнорд»: 2007-08
«Твенте»: 2010-11
- Володар Суперкубка Нідерландів:

«Твенте»: 2011